# Carmen Stadler

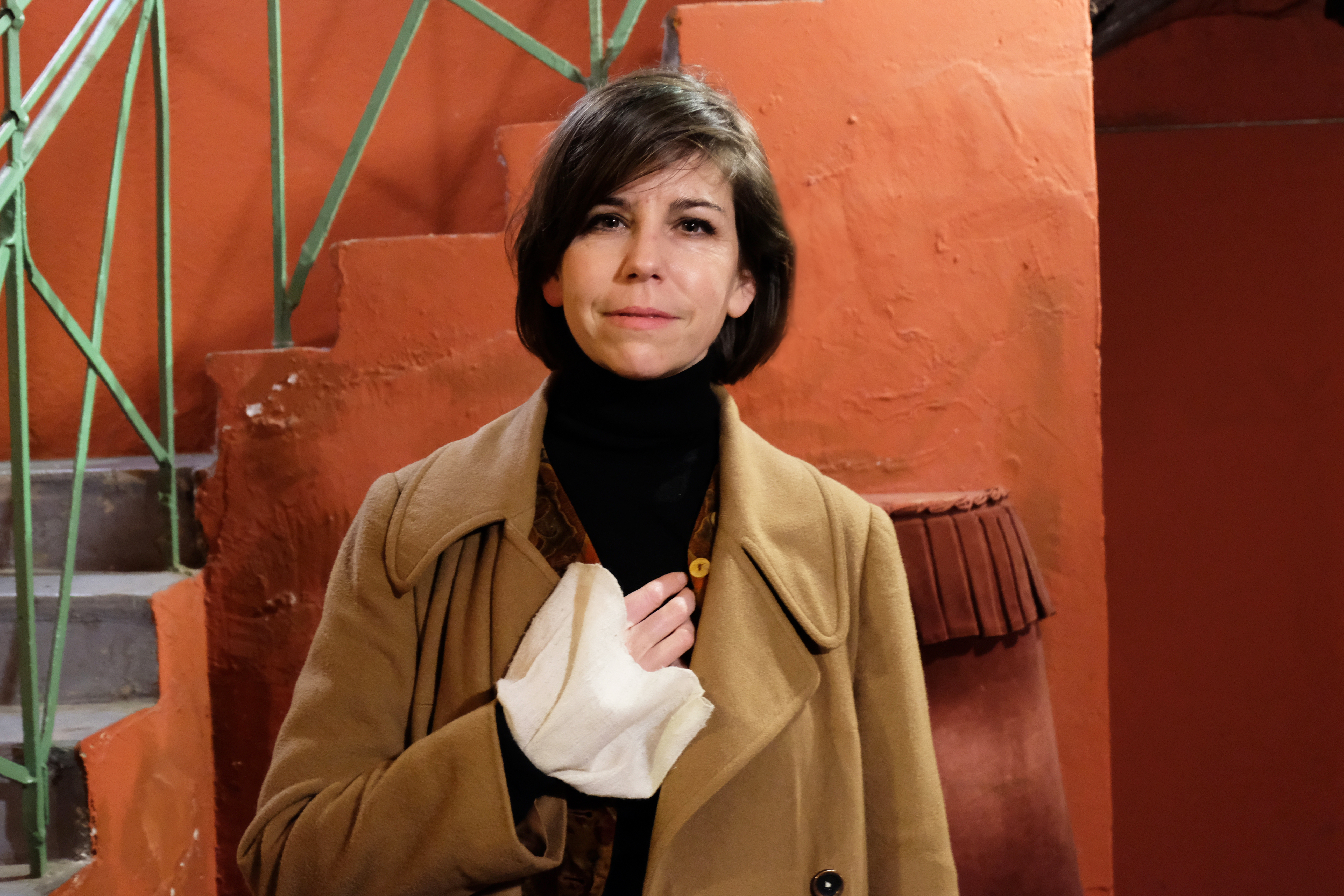
Carmen Stadler (2023)

Carmen Stadler (* 1. September 1978 in Dielsdorf ZH) ist eine Schweizer Filmemacherin, Drehbuchautorin und Regisseurin. Sie arbeitet in der Interessenvertretung Schweizer Filmschaffender.

## Werdegang
Carmen Stadler absolvierte ihre Grundausbildung im Fotofach und in der Fotografie. Es folgten Videokurse bei Franz Reichle und assistierende Zusammenarbeiten bei seinem Dokumentarfilm Monte Grande - what is life?  2002 begann sie das Filmstudium an der zhdk Hochschule der Künste in Zürich, das sie mit dem Kurzspielfilm Nachtflattern abschloss. Nachtflattern wurde an diverse internationale Filmfestivals eingeladen und mit mehreren Preisen ausgezeichnet (u. a. Pardino d’Oro für den besten Schweizer Kurzfilm am Filmfestival Locarno, Nachwuchspreis der Suissimage/SSA und die Prämie für den erfolgreichsten Zürcher Kurzfilm). Die Jury des Filmfestivals Locarno begründet die Ehrung wie folgt: Für den klaren Blick auf die Beziehung eines Paares in Momenten des Zweifels und der Zärtlichkeit.
Während dem Studium besuchte sie Weiterbildungen im Bereich Regie, Dramaturgie und Schauspiel bei Stephan Teuwissen. Eine langjährige Zusammenarbeit begann.
Seit 2008 ist sie freischaffende Drehbuchautorin, Filmregisseurin, Editorin und entwickelt Treatments und Drehbücher. 2011 realisierte sie mit der Langfilm Produktion den Kurzfilm reduit, der am Filmfestival Locarno uraufgeführt wurde.
Den Langspielfilm Sekuritas, bei dem sie für Drehbuch, Regie und Schnitt verantwortlich war, realisierte mit der Abrakadabra Films AG; der Film feiert 2019 seine Premiere am PÖFF Black Lights Festival Tallinn im Wettbewerb «Rebels with a Cause».
Als Kamerafrau arbeitete sie u. a. zusammen mit Clemens Klopfenstein, Eva Vitija, Patrick Klötzli, Tobias Meier.
Sie ist Vorstandsmitglied des Verbands Filmregie und Drehbuch Schweiz ARF/FDS und Schweizer Delegierte bei der FERA (Federation of European Film Directors).

## Filmografie (Auswahl)
- 2002: Spuren des Alltags (Experimentalfilm)
- 2005: Ungeboren (Kurzspielfilm)
- 2006: Nachtflattern (Kurzspielfilm, Ko-Drehbuchautorin, Regisseurin, Ko-Montage)
- 2011: reduit (Kurzfilm, Ko-Drehbuchautorin, Regie, Ko-Montage)
- 2012: Beobachtungen in Seitenlage (Kurzfilm, Kamera, Regie, Montage)
- 2017: Ariel
- 2018: Das Ächzen der Asche (Ko-Kamera)
- 2019: Sekuritas (Drehbuch, Regie, Ko-Montage)

## Auszeichnungen
- 2020: Sekuritas – Schweizer Filmpreis, Spezialpreis für Ernst Brunner[18]
- 2018: Kulturprozent Wahlverwandtschaften[19]
- 2016: Sekuritas - Carmen Stadler, Hibou Stiftung Preisträgerin[20]
- 2007: Nachtflattern - Schweizer Nachwuchspreis der Suissimage/SSA[6]
- 2007: Nachtflattern - Nomination Schweizer Filmpreis, Kurzfilm[21]
- 2007: Nachtflattern - Cadrage. Succès Zürich Prämie für den erfolgreichsten Zürcher Kurzfilm.[7]
- 2006: Nachflattern - 59 Intern. Filmfestival Locarno - Pardino D’Oro, Bester Schweizer Kurzfilm[22][23]